# Gladiolus pubigerus
Gladiolus pubigerus är en irisväxtart som beskrevs av Gwendoline Joyce Lewis. Gladiolus pubigerus ingår i släktet sabelliljor, och familjen irisväxter. Inga underarter finns listade i Catalogue of Life.